# Crocidura tanakae

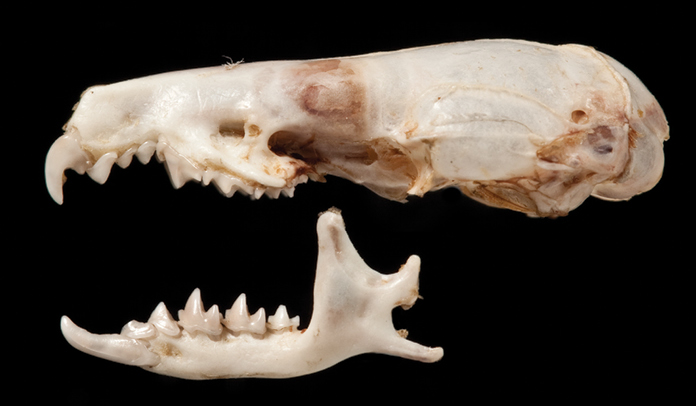
Cranio

Crocidura tanakae (Kuroda, 1938) è un toporagno della famiglia dei Soricidi diffusa nell'Ecozona orientale.

## Descrizione

### Dimensioni
Toporagno di piccole dimensioni, con la lunghezza della testa e del corpo tra 70 e 86 mm, la lunghezza della coda tra 47 e 62 mm, la lunghezza del piede tra 12 e 14,5 mm, la lunghezza delle orecchie tra 8 e 10 mm e un peso fino a 9 g.

### Aspetto
La pelliccia è corta e moderatamente densa. Il colore generale del corpo è grigio. Il muso è lungo e sottile, gli occhi sono piccoli, mentre le orecchie sono parzialmente nascoste nella pelliccia. La coda è lunga circa il 67,7% della testa e del corpo ed è scarsamente ricoperta di peli.

## Biologia

### Alimentazione
Si nutre di invertebrati.

### Riproduzione
Femmine con 1-2 embrioni sono state osservate a marzo ed agosto, con 2-3 embrioni nel mese di febbraio e con 4-5 embrioni a metà maggio.

## Distribuzione e habitat
Questa specie è diffusa sull'isola di Taiwan, nel Vietnam  e sulle isole filippine di Batan e Sabtang.
Vive nei prati, pascoli,  nelle foreste secondarie e di bambù fino a 2.200 metri di altitudine.

## Conservazione
La IUCN Red List, considerata l'ampia diffusione a Taiwan, una popolazione presumibilmente numerosa e la tolleranza a diversi tipi di habitat, classifica C. tanakae come specie a rischio minimo (Least Concern).